# Haka

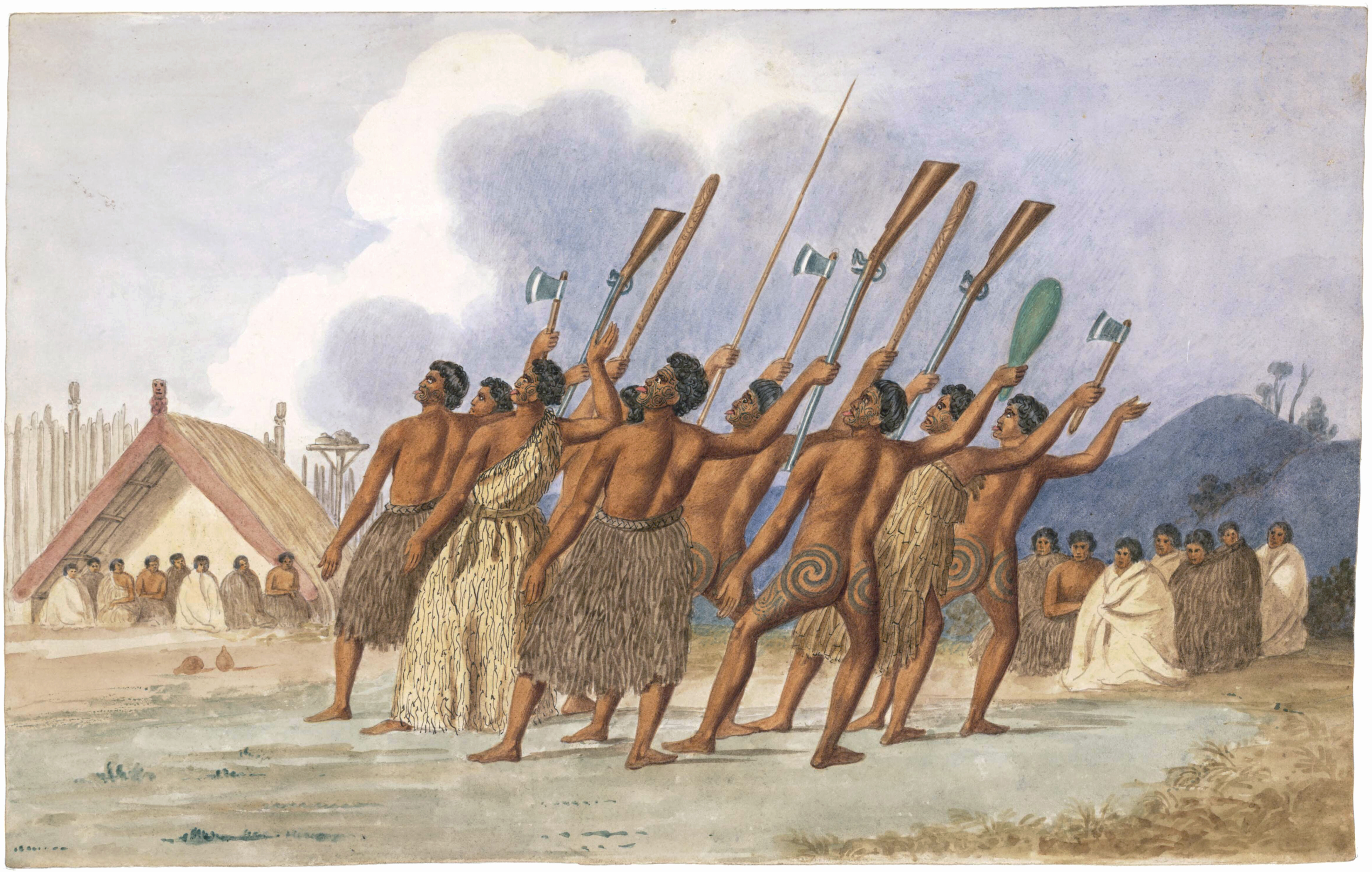
Representação da dança maori.

Haka são danças típicas do povo Maori. Geralmente demonstram a paixão e intimidação. É usada para dar boas vindas a visitantes e tribos inimigas.
Segundo o povo Maori, Tama-nui-to-ra, o Deus do Sol, tinha duas mulheres, sendo uma delas Hine-raumati, a virgem do verão (perdendo este estatuto!), da qual nasceu Tane-rore, creditado pela origem da dança. Tane-rore representa o vento nos dias quentes de verão, na dança coreografado com o tremor de mãos.

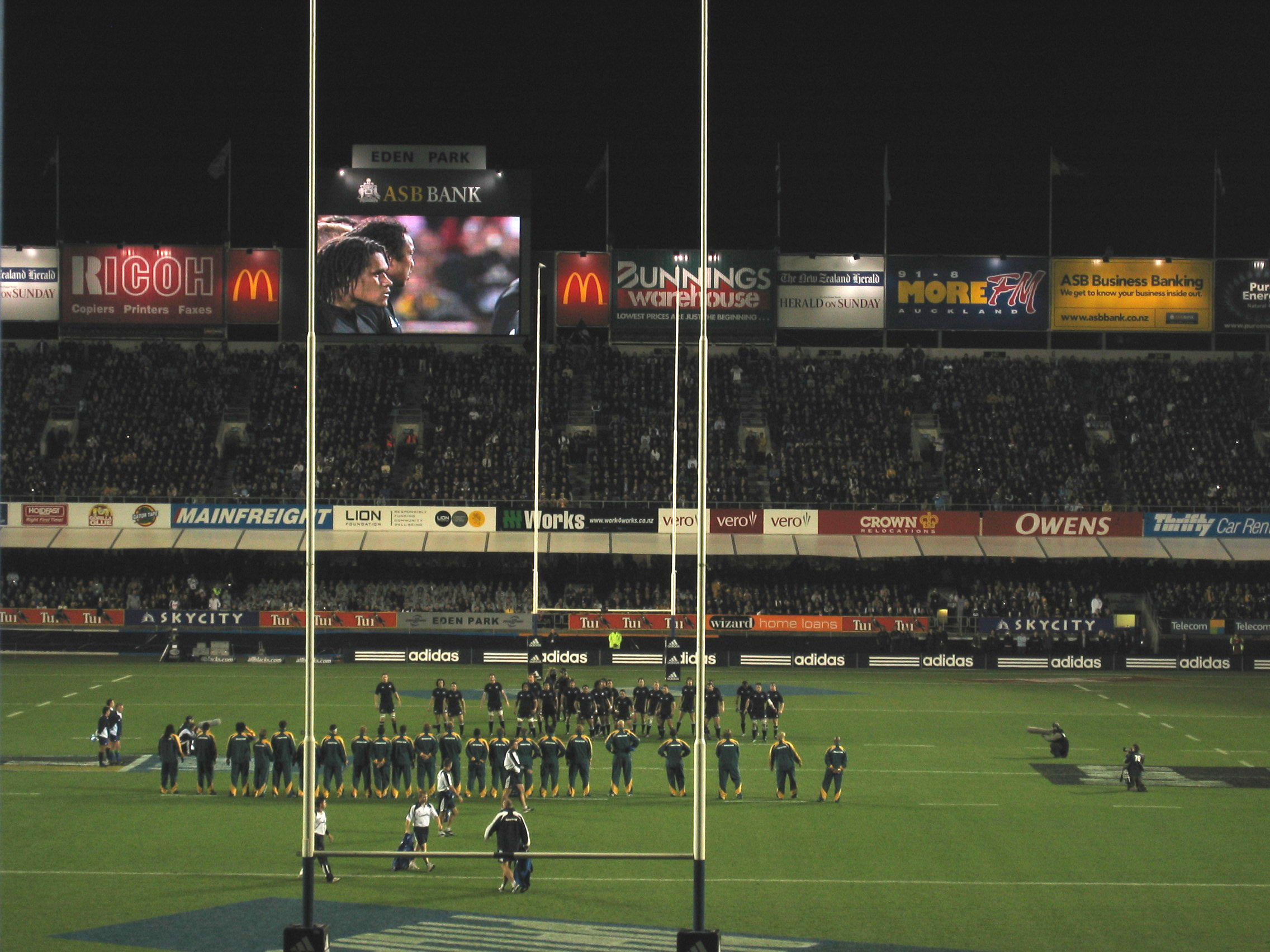
Os All Blacks se preparando para a haka no jogo da final da Copa das Três Nações, contra a Austrália, de 2005

Atualmente o Haka é conhecido mundialmente pela performance de intimidação no início dos jogos de Rugby da seleção da Nova Zelândia (All Blacks), que costuma antes de seus jogos executar uma haka específica chamada Ka Mate.
Antes da dança o chefe grita como um grito para iniciar, coisa que no caso dos All Blacks é feita pelo jogador de sangue maori mais velho, nāo sendo este necessariamente capitāo da equipe. As palavras são utilizadas nāo só para incitar quem está realizando a dança, mas também para recordar-se o seu comportamento correto. Muitas vezes o tom utilizado para gritar o refrāo é o mesmo utilizado no curso de toda a exibiçāo, ou seja, quanto mais agressivo, feroz e brutal, mais vai incentivar o grupo - e intimidar o adversário.

## Performance

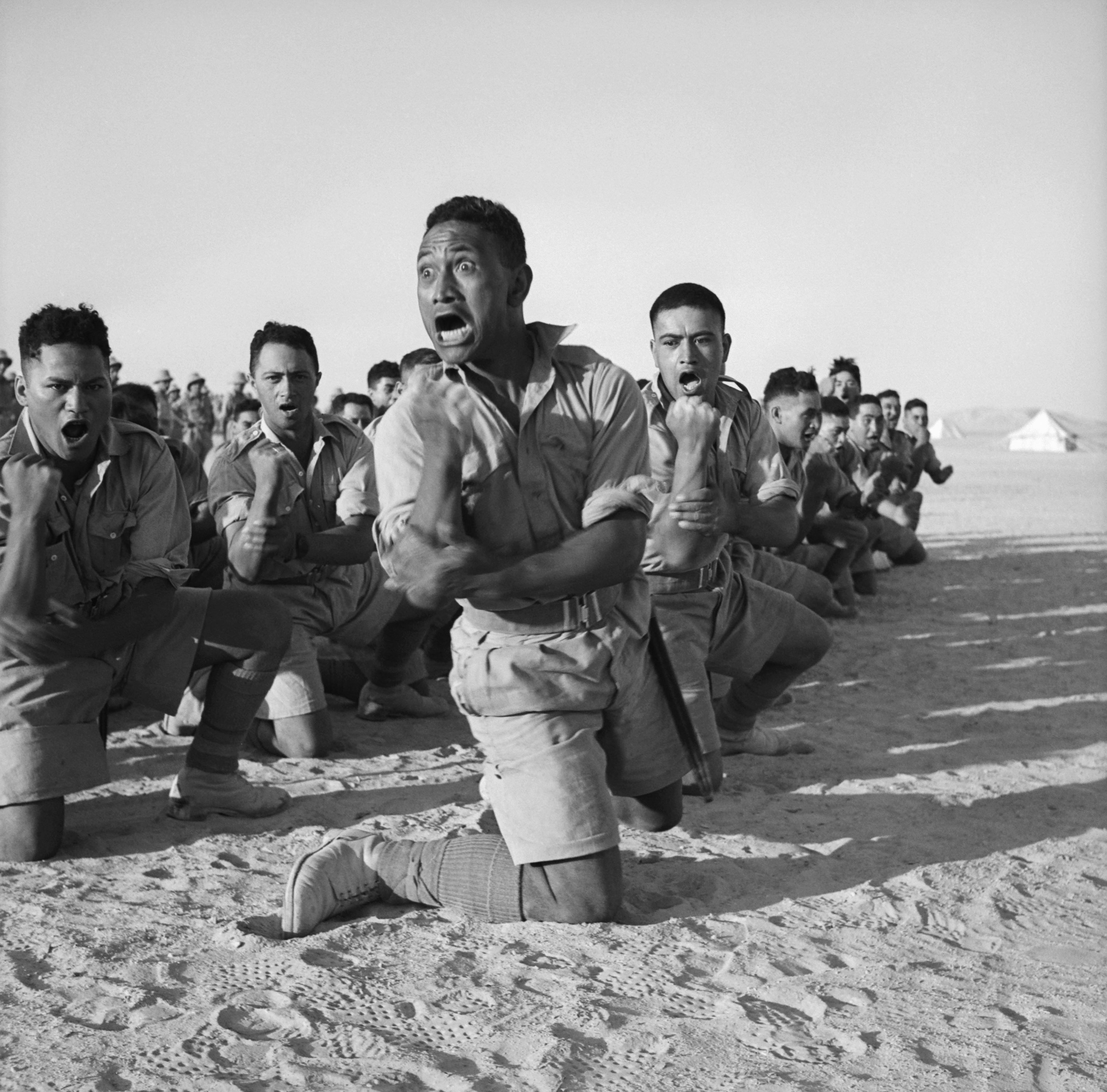
Soldados Maori, no norte da África, fazendo o Haka, durante a Segunda Guerra Mundial.

A "Ka Mate" começa com uma série de cinco instruções preparatórias, gritadas pelo líder:
| Líder: | Ringa pakia!                     |  | Coloquem as mãos contra as coxas!                     |
|        | Uma tiraha!                      |  | Estufem o peito!                                      |
|        | Turi whatia!                     |  | Dobrem os joelhos!                                    |
|        | Hope whai ake!                   |  | Façam o mesmo com o quadril!                          |
|        | Waewae takahia kia kino!         |  | Batam os pés o mais forte que puderem!                |
|        |                                  |  |                                                       |
| Líder: | Ka mate, ka mate                 |  | É a morte, é a morte!                                 |
| Time:  | Ka ora                           |  | É a vida! (ou "Eu vivo!")                             |
| Líder: | Ka mate, ka mate                 |  | É a morte, é a morte!                                 |
| Time:  | Ka ora                           |  | É a vida!                                             |
| Todos: | Tēnei te tangata pūhuruhuru      |  | Este é o homem peludo...                              |
|        | Nāna i tiki mai whakawhiti te rā |  | ...Que fez com que o sol brilhasse novamente para mim |
|        | Upane...Upane                    |  | Suba a escada, suba a escada                          |
|        | Upane kaupane"                   |  | Suba até o topo                                       |
|        | Whiti te rā,!                    |  | O sol brilha!                                         |